# A felsővízivárosi Szent Anna-templom orgonája

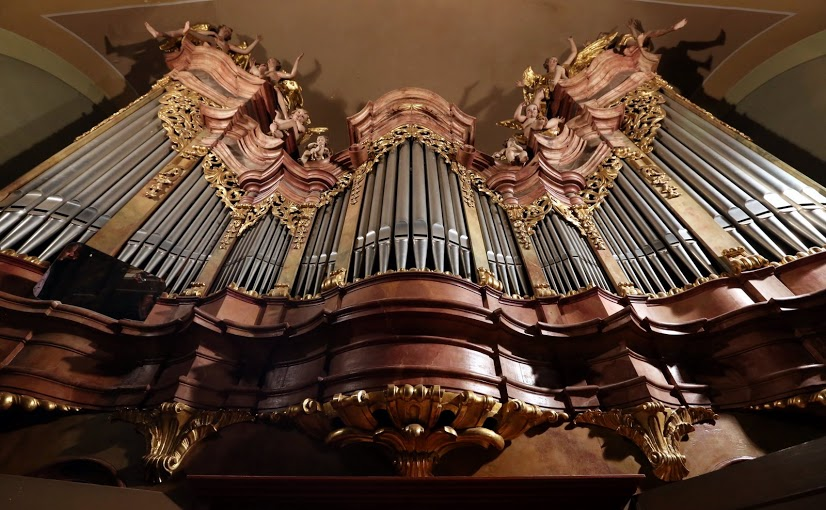

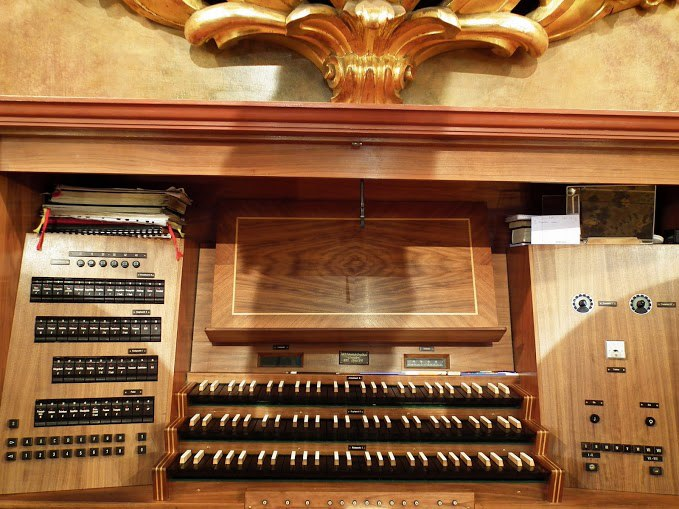

A budapesti, felsővízivárosi Szent Anna-templom orgonája Európa és Magyarország egyik legkiválóbb orgonáinak egyike, a drezdai Jehmlich Orgonaüzem építette 1985-ben.  

## A régi orgona
A hazánk egyik legszebb barokk orgonaszekrényét ismeretlen mester készítette, a budai, várbeli karmelita kolostor templomából (egykori Várszínház, ma Miniszterelnökség épülete) vásárolta meg a Szent Anna-egyházközség (akkor Buda főtemploma), a felállítását Puhob (Buhob) Xavér orgonaépítő mester végezte 1784-ben, a hangszer akkor két manuállal és 20 regiszterrel rendelkezett. 1800-ban az orgonaszekrényt Luprecht Ferenc akkori plébános kérésére kettéosztották, így a templom karzatán lévő (homlokzati) ablak több fényt tudott a templomtérbe bejuttatni. 
1807-ben Herodek (Herotek) József orgonaépítő mester az orgonát javította, és ún. rückpositívot (hátművet) készített a kor építési sajátosságainak megfelelően. A kis-orgonaszekrény a karzat mellvédjébe épült. Az orgona a közel másfél évszázad alatt sok javításon esett át, végül 1923-ban az egyházközség új orgonát rendelt a pécsi Angster orgonaüzemtől (op. 982). A kétmanuálos, 19 regiszteres hangszer a cég akkor szokásos orgonaépítési stílusába sorolható: német-romantikus elemeket hordoz magán ún. neobarokk jegyekkel. A Geyer József által tervezett hangszer inkább az ún. univerzál orgonák irányát célozza meg egész felépítésében. A pneumatikus traktúra először hozott a Szent Anna-templomba szabad kombinációt, hengert és különféle, a kor legmodernebb nézeteinek megfelelő játéktechnika-segítő eszközöket. Az orgona második manuálja redőnyműként épült, három tervezett nyelvregisztere sosem épült meg. Az orgona elbontását követően darabjaiban a leányfalusi Szent Anna-templomban található meg, ahol a Paulus Orgonaüzem egy kisebb orgonát készített az ajándékba kapott sípanyagból 1985-ben.

## A Jehmlich-orgona
Az 1980-as évek közepén új korszak kezdődött a Szent Anna-templom és hazánk orgonazenei életében is. A magdeburgi püspök támogatása révén a drezdai Jehmlich Orgonaüzem hárommanuálos orgonát épített (op. 1047) a Szent Anna-templomba. Az orgona olyan tulajdonságokkal rendelkezett, mely nagy hatással volt az akkori orgonazenei életre, oktatásra, egyházzenére. A magas művészi értékeket képviselő hangversenyorgona irányadója lesz a művészi templomi hangverseny – és nem utolsó sorban – liturgikus orgonazenei életnek. A hangszer megépülésekor célkitűzés volt az is, hogy a régi barokk orgonaszekrény együttest restaurálják és rekonstruálják a rendelkezésre álló források alapján. A páratlan szépségű szekrény terveit Tóth Tamás építész készítette. Az orgona művészi terveit: Baróti István, Gergely Ferenc és Kárpáti József készítették. 

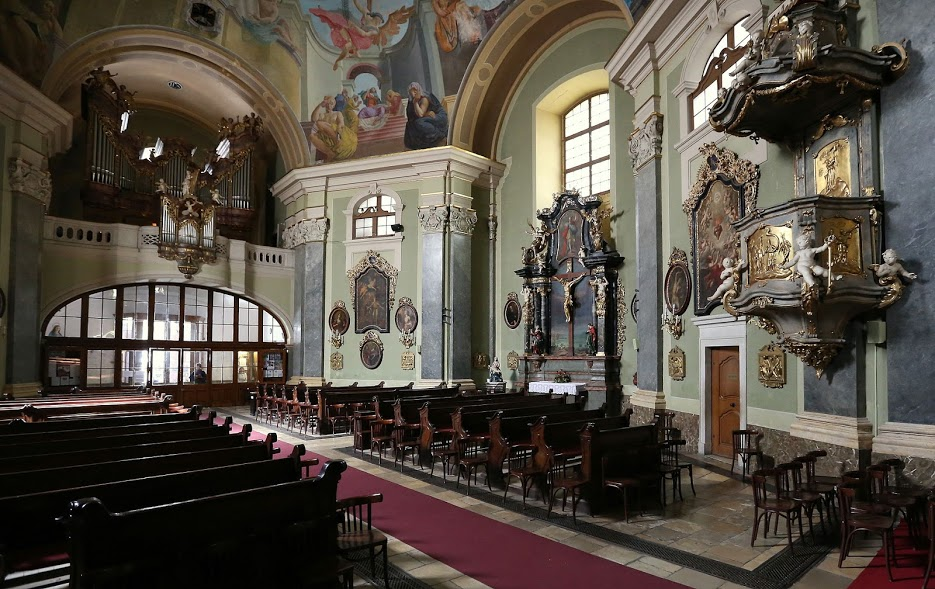

Az orgona megépülését követően nagy hangversenyélet kezdődött a templomban. Számos kiváló külföldi és hazai művész adott és ad ma is hangversenyt a hangszeren, Olivier Latry, a Notre-Dame orgonaművésze ezen az orgonán játszotta első magyarországi hangversenyét.  
A Szent Anna-templom kiváló akusztikája méltó társává vált az új, 1985-ben elkészült hárommanuálos, 37 regiszteres orgonának. Az egyházközség nagy gonddal tartja karban hangszerét, az orgonán rendszeresen, tízévente generáljavítást végeznek, 2017-ben Balasi Barnabás, a templom orgonaművésze a Békés Balázs orgonaépítő mester által vezetett BKM Orgonaüzemmel közösen új, a neobarokk hangképtől eltérő intonációt készít. A művész tervei szerint a jövőben fokozatosan térne át az orgona az ún. univerzálorgona irányra. Értéke ma is abban rejlik, hogy hangversenyorgonaként művészi szándékkal helyezkedik bele a legkülönfélébb stílusok előadásába, az orgonairodalom egészét tekintve. Az 1985-ben rekonstruált orgonaház-együttes hazánk egyik legszebb barokk orgonaszekrényét adja, látványa impozáns és lenyűgöző. 

## Orgonisták
A hangszer és a templom zenei élete összefonódik Kárpáti József orgonaművész munkásságával egészen 2014-ben bekövetkezett haláláig. A templom egykori zeneigazgatója már a rendszerváltás előtti években újraindítja az orgonaoktatást hazánkban, az országos hírű hangszer bekapcsolódik az egyházzene-oktatásba is. 
A templom három orgonaművésze 2021-ben Almásy László Attila, Balasi Barnabás (művészeti vezető) és Horváth Márton Levente. Zenei szolgálatuk az év minden napján hivatott képviselni a templom és orgonának múltját és örökségét: "Soli Deo gloria". 

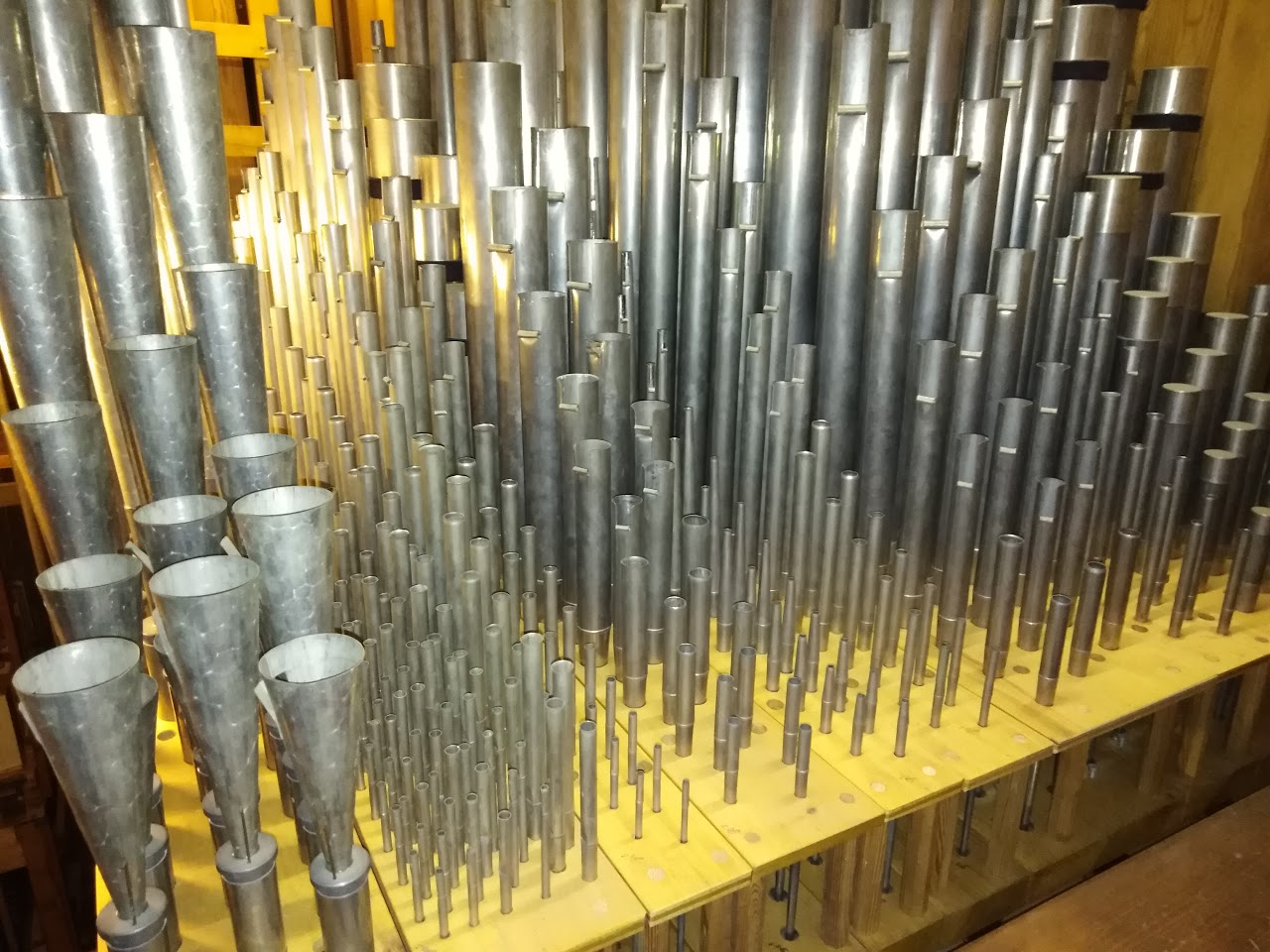

## Diszpozíció
Az orgona jelenlegi diszpozíciója 
Schwellwerk III C-a3
1             Hornprincipal 8’
2             Rohrflöte 8’
3             Spitzgambe 8’
4             Vox coelestis 8’
5             Violprincipal 4’
6             Koppelflöte 4’
7             Blockflöte 2’
8             Sifflöte 1’
9             Sesquialtera 2 fach
10           Nonacymbel 4 fach
11           Schalmey 8’ Fa (Giesecke)
12           Clairon 4’ (Giesecke)
13           Tremulant
Hauptwerk II C-a3
14           Pommer 16’
15           Principal 8’
16           Hohlflöte 8’
17           Salicional 8’
18           Octava 4’
19           Nachthorn 4’
20           Gemsquinta 22/3’
21           Superoctava 2’
22           Mixtura 5 fach
23           Trompete 8’ (Giesecke)
24           III/II
25           I/II
Rückpositiv I C-a3
26           Holzgedackt 8’
27           Principal 4’
28           Rohrflöte 4’
29           Waldflöte 2’
30           Larigot 11/3’
31           Scharf 3 fach
32           Cromorne 8’ (Giesecke)
33           Tremulant
34           Cymbelstern
35           III/I
Pedal C-f1
36           Principalbass 16’
37           Subbass 16’
38           Octavbass 8’
39           Bassflöte 8’
40           Choralpfeife 4’
41           Grosscornett 5 fach
42           Posaune 16’ Fa (Giesecke)
43           Trompete 8’ (Giesecke)
44           III/P
45           II/P
46           I/P
Diszpozíció: Baróti István, Gergely Ferenc, Kárpáti József
Mechanikus traktúra, elektromos kupulák. Változtatható periódusidejű tremulantokkal. 512 soros setzerkombináció.